# Mohamed ibn Ali Doukkali
Mohamed Ibn Mohamed Ibn al-Hajj Mohamed Ibn Ali Ibn Ahmed ad-Doukkali as-Salawi (1868 à Salé - 1945), est un célèbre historien marocain d'origine slaouie.

## Œuvres principales
- (ar) Mohamed Ben Ali Doukkali, l'Histoire des Deux Rives [« Al-Ithaf Al Wajiz, Tarikh Al-Adwatayn »], Editions Maârif de Rabat, diffusion de la bibliothèque Sbihi, 1996 (2nd édition), 400 p.